# Lucjusz Skryboniusz Libon (pretor 80 p.n.e.)

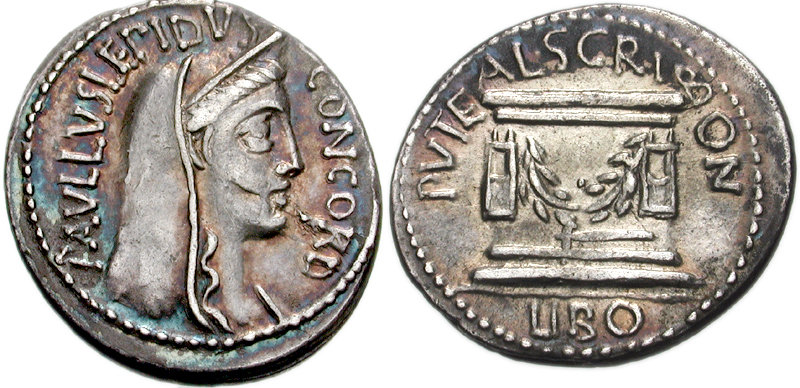
Denar wybity przez Lucjusza Skryboniusza Libona i Lucjusza Emiliusza Lepidusa Paullusa. Na awersie znajduje się bogini Concordia z welonem i diademem na głowie. Na rewersie zaś puteal ozdobiony girlandą między dwiema lirami, a poniżej młotem na stopniach schodów

Lucius Scribonius Libo – rzymski polityk z I w. p.n.e.
Lucjusz Skryboniusz Libon był prawdopodobnie pretorem miejskim (praetor urbanus) w 80 p.n.e., kandydatem na konsula w 77 p.n.e. W 62 p.n.e. był członkiem kolegium triumwirów monetarnych (triumvir monetalis) wraz z Lucjuszem Emiliuszem Lepidusem Paullusem. Na polecenie senatu odnowił i ponownie dedykował puteal, znajdujący się na Forum w miejscu, w które wcześniej uderzył piorun, tzw. Puteal Scribonianum lub Puteal Libonis. W pobliżu puteala wzniósł trybunał dla pretorów.
Dzieci:
- Lucjusz Skryboniusz Libon – konsul 34 p.n.e.
- Skrybonia (I) – druga żona Oktawiana Augusta